# Movatn Station
Movatn Station (Movatn stasjon) er en ubemandet jernbanestation på Gjøvikbanen, der ligger ved byområdet Movatn i Maridalen i Oslo kommune ca. 19 km nord for Oslos centrum. Stationen, der ligger 278,1 meter over havet, består af to spor med to perroner, et læskur og en mindre parkeringsplads. Stationen kan bruges som udgangspunkt for udflugter i Nordmarka.
Stationen startede sit liv som et krydsningsspor 20. december 1900, to år før Gjøvikbanen blev åbnet i sin fulde længde i 1902. 15. maj 1927 blev der etableret et trinbræt, der blev opgraderet til holdeplads 4. december samme år. 5. december 1935 fik Movatn status som station. Stationen blev fjernstyret 13. december 1971 og gjort ubemandet 20. marts 1972.
Movatn har haft tre stationsbygninger. Den første var en bod, der opsattes i 1929. Den anden var en midlertidig bygning, der opsattes i 1935, og som senere blev revet ned. Den tredje blev opført i 1936 efter tegninger af NSB Arkitektkontor og blev revet ned i 1973.